# Ivana Marková (psycholožka)
Ivana Marková (10. února 1938 Tábor – 1. prosince 2024) byla česko-britská psycholožka.

## Vzdělání a akademická kariéra
Narodila se v Táboře a vystudovala filozofii a psychologii na Univerzitě Karlově v Praze. V roce 1967 se přestěhovala do Spojeného království. Původně pracovala jako výzkumná pracovnice na Industrial Training Research Unit, Londýnské univerzity(1968 až 1970), než začala půsoit na univerzitě ve Stirilngu, kde se v roce 2003 stala emeritní profesorkou. Poté nastoupila jako hostující profesorka na katedře psychologické a behaviorální vědy a jako výzkumný pracovník v Centru pro filozofii přírodních a sociálních věd na London School of Economics. Byla také starší členkou Wolfson College v Cambridge.
Působila v různých národních a mezinárodních výborech, např. byla členkou Výboru pro výzkum zdravotních služeb, Scottish Home and Health Department, předsedkyní sekce sociální psychologie Britské psychologické společnosti, prezidentkou sekce J (psychologie) Britské asociace pro rozvoj vědy, členkou vědeckého výboru Academie Istropolitana, centra pokročilých studií v Bratislavě.

## Výzkum
Mezi její hlavní teoretické výzkumné zájmy patřila ontologie a epistemologie teorie v sociální psychologii a vzájemná závislost mezi sociálním myšlením, dialogem a sémiotikou. Empirický výzkum se týkal sociálních reprezentací demokracie, individualismu a odpovědnosti v postkomunistické Evropě a studia dialogů mezi lidmi s narušenou řečí a jejich partnery. V 90. letech se stále více zajímala o rozvoj dialogického přístupu ke studiu sociálních reprezentací.

## Ocenění
- 1999 – členka Britské akademie[6]
- 1997 – členka Královské společnosti v Edinburghu[7]
- Členka Britské psychologické společnosti

## Osobní život
- Je matkou profesorky Ivany S. Markové, významné psychiatričky.[8]

## Dílo
- The Making of a Dialogical Theory: Social Representations and Communication. Cambridge: Cambridge University Press, 2023.
- The Dialogical Mind: Common Sense and Ethics.  Cambridge: Cambridge University Press, 2016.
- Trust and distrust: Socio-cultural perspectives (edited with A. Gillespie). Greenwich, CT: Information Age Publishing, 2007.
- Dialogue in focus groups: exploring socially shared knowledge (with P. Linell & M. Grossen).  London: Equinox, 2007.
- Making of Modern Social Psychology: The Hidden Story of How an International Social Science Was Created (with Serge Moscovici). Cambridge and Oxford: Polity Press, 2006.
- Trust and democratic transition in post-communist Europe (edited).  Oxford: Oxford University Press, 2004.
- Dialogicality and Social Representations. Cambridge: Cambridge University Press, 2003.
- Representations of health, illness and handicap (edited with R. Farr}.  Amsterdam: Harwood Academic, 1995.
- Mutualities in dialogue (edited with C.F. Graumann & K. Foppa}.  Cambridge: Cambridge University Press, 1995.
- Asymmetries in dialogue (edited with K. Foppa}.  Hemel Hempstead: Harvester Wheatsheaf, 1991.
- Dynamics of dialogue (edited with K. Foppa).  Prentice-Hall, 1990.
- Paradigms, thought and language.  London: Wiley, 1982.
- Social context of language (edited).  Chichester: Wiley, 1978.